# Ramones Mania
Ramones Mania è la prima compilation della band punk Ramones.
Il CD ha 30 canzoni, inclusi alcuni singoli come Sheena Is a Punk Rocker, Needles & Pins e Howling at the Moon, un b-side - Indian Giver - e una canzone inedita, il mix di Rock 'n' Roll High School. Contiene anche un blocchetto di 50 pagine con una piccola storia dei Ramones, incluse tutte le date delle uscite dei loro album.

## Tracce
Tutte le canzoni sono scritte dai Ramones, eccetto dove indicato.
1. I Wanna Be Sedated – 2:29  (Joey Ramone)
2. Teenage Lobotomy – 2:00
3. Do You Remember Rock 'n' Roll Radio? – 3:50  (Joey Ramone)
4. Gimme Gimme Shock Treatment – 1:40
5. Beat on the Brat – 2:30  (Joey Ramone)
6. Sheena Is a Punk Rocker – 2:47  (Joey Ramone)
7. I Wanna Live – 2:36  (Dee Dee Ramone / Daniel Rey)
8. Pinhead – 2:42  (Dee Dee Ramone)
9. Blitzkrieg Bop – 2:12  (Tommy Ramone / Dee Dee Ramone)
10. Cretin Hop – 1:55
11. Rockaway Beach – 2:06  (Dee Dee Ramone)
12. Commando – 1:50
13. I Wanna Be Your Boyfriend – 2:24  (Tommy Ramone)
14. Mama's Boy – 2:09  (Dee Dee Ramone / Johnny Ramone / Tommy Ramone)
15. Bop `Til You Drop – 2:09  (Dee Dee Ramone / Johnny Ramone)
16. We're a Happy Family – 2:39
17. My Brain Is Hanging Upside Down (Bonzo Goes to Bitburg) – 3:57  (Dee Dee Ramone / Joey Ramone / Jean Beauvoir )
18. Outsider – 2:10  (Dee Dee Ramone)
19. Psycho Therapy – 2:35  (Johnny Ramone / Dee Dee Ramone)
20. Wart Hog – 1:54  (Dee Dee Ramone / Johnny Ramone)
21. Animal Boy – 1:50  (Dee Dee Ramone / Johnny Ramone)
22. Needles & Pins – 2:20  (Sonny Bono / Jack Nitzsche)
23. Howling at the Moon (Sha–La–La) – 3:25  (Dee Dee Ramone)
24. Somebody Put Something in My Drink – 3:23  (Richie Ramone)
25. We Want the Airwaves – 3:20  (Joey Ramone)
26. Chinese Rock – 2:28  (Dee Dee Ramone / Richard Hell)
27. I Just Wanna Have Something to Do – 2:41  (Joey Ramone)
28. The KKK Took My Baby Away – 2:31  (Joey Ramone)
29. Indian Giver – 2:47  (Ritchie Cordell / Bobby Bloom / Bo Gentry)
30. Rock 'n' Roll High School – 2:14  (Joey Ramone)

## Formazione
- Joey Ramone - voce
- Johnny Ramone - chitarra
- Dee Dee Ramone - basso e voce
- Tommy Ramone - batteria
- Marky Ramone - batteria
- Richie Ramone - batteria e voce